# Gray Davis
Joseph Graham Davis Jr. (Nueva York, 26 de diciembre de 1942), conocido como Gray Davis, es un abogado y expolítico estadounidense que desempeñó el cargo del 37.º gobernador de California de 1999 a 2003. En 2003, solo unos meses después de su segundo mandato, Davis fue retirado y destituido de su cargo. Como demócrata, es el segundo gobernador estatal en la historia de Estados Unidos que ha sido destituido.
Davis tiene una Licenciatura en Historia de la Universidad de Stanford y un Doctorado en Jurisprudencia de la Facultad de Derecho de Columbia . Fue galardonado con una Estrella de Bronce por su servicio como capitán en la Guerra de Vietnam. Antes de desempeñarse como gobernador, Davis fue jefe de personal del gobernador Jerry Brown (1975–81), asambleísta del estado de California (1983–87), controlador del estado de California (1987–95) y el 44º vicegobernador de California (1995–99).
Durante su tiempo como gobernador, Davis hizo de la educación su máxima prioridad y California gastó 8.000 millones de dólares más de lo requerido por la Proposición 98 durante su primer mandato. En California, bajo la gobernanza de Davis, los puntajes de las pruebas estandarizadas aumentaron durante cinco años consecutivos. Davis firmó la primera ley estatal de la nación que requiere que los fabricantes de automóviles limiten las emisiones de los automóviles. Davis apoyó leyes para prohibir las armas de asalto y también se le atribuye el haber mejorado las relaciones entre California y México. Davis comenzó su mandato como gobernador con fuertes índices de aprobación, pero declinaron porque los votantes lo culparon por la crisis eléctrica de California, la crisis presupuestaria de California que siguió al estallido de la burbuja de las puntocom y el impuesto a los automóviles.
El 7 de octubre de 2003, se destituyó a Davis. En la elección revocatoria, el 55,4% de los votantes apoyó su destitución. Fue sucedido en el cargo el 17 de noviembre de 2003 por el actor Arnold Schwarzenegger, quien ganó la elección de reemplazo revocatorio. Después de ser destituido, Davis trabajó como profesor en la Escuela de Asuntos Públicos de la UCLA y como abogado en Loeb & Loeb.